# Periandre (tragèdia)
Periandre és una tragèdia en tres actes, original d'Ambrosi Carrion, publicada el 1913. L'acció té lloc a Corint, durant els últims anys del regnat de Periandre.

## Personatges
- Periandre, el tirà de Corint
- Licofró, el seu fill
- Kypselos, l'altre fill
- Líssida, la filla de Periandre
- Clínies, el gran sacerdot
- Phricodemos, l'endeví
- Evàgores, el cabdill dels guerrers
- Alkístenes, el cabdill de les naus
- Hermione, la dida de Líssida
- Euphrosine, donzella
- Pentesilea, donzella
- Pentarkes, auriga de l'Èlida
- Crates, auriga de la Thesalia
- Criseida, hetaira
- Niktos, hetaira
- Trasideos, jove
- Polymnestos, jove
- Euribotos
- Un vell
- Un estranger
- L'ombra de Melissa
- Un espia
- Les quatre esclaves de Líssida
- El cor del sacerdots
- El cor dels adolescents
- El seguici de Periandre
- Cortesans, sacerdots, els jutges de la cursa, guerrers, àurigues, atletes, aulètrides, tocadors de lira, esclaus i esclaves. La multitud.

## Edicions
- A. Artís, impressor. Barcelona, 1913